# District de Schlatt-Haslen
Schlatt-Haslen est un district du canton d'Appenzell Rhodes-Intérieures en Suisse.

## Géographie

Vue aérienne de 500 m par Walter Mittelholzer (1923)

La district de Schlatt-Haslen s'étend sur 17,92 km2. Lors du relevé de 2013-2018, les surfaces d'habitations et d'infrastructures représentaient 5,2 % de sa superficie, les surfaces agricoles 62,6 %, les surfaces boisées 30,8 % et les surfaces improductives 1,4 %.

## Démographie
Schlatt-Haslen compte 1 108 habitants au 31 décembre 2022 pour une densité de population de 62 hab/km2. Sur la période 2010-2019, sa population est restée stable (canton : 2,8 % ; Suisse : 9,4 %).  
Impossible de compiler l'entrée EasyTimeline :

Timeline generation failed: 3 errors found

Line 243:   bar:1880  from:0 till:1417

- Plotdata attribute 'till' invalid.

```
 Date '1417' not within range as specified by command Period.

```

Line 246:   bar:1910  from:0 till:1441

- Plotdata attribute 'till' invalid.

```
 Date '1441' not within range as specified by command Period.

```

Line 247:   bar:1920  from:0 till:1454

- Plotdata attribute 'till' invalid.

```
 Date '1454' not within range as specified by command Period.

```

## Monuments et curiosités
L'église filiale Saint-Joseph a été construite en 1911 par August Hardegger en style néo-baroque. La chaire est décorée avec des figures des évangélistes du 18e s.
A Unterschlatt se trouve une Zythus (Zeithaus : maison avec une horloge sur la façade).
A Lank au sud de Schlatt se tient la maison Burg, jadis métairie de l'abbé de Saint-Gall. Elle passe pour être la plus ancienne maison dans la partie rurale des Rhodes Intérieures.
Sur la Sitter, deux ponts de bois couverts ont été construits en 1844.